# Félins (film, 2011)
Pour les articles homonymes, voir Félin (homonymie).
Pour plus de détails, voir Fiche technique et Distribution.
Félins (ou Félins d'Afrique au Québec ; African Cats) est un documentaire américain réalisé par Keith Scholey et Alastair Fothergill en 2011 et produit par Disneynature.

## Synopsis
Félins raconte l'histoire de deux mères, la lionne Layla et la guéparde Sita, qui essayent de protéger leurs petits des dangers de la nature pour leur permettre d'atteindre l'âge adulte.
L'action se déroule dans un endroit indéfini, "au cœur de l'Afrique" comme l'indique la voix-off, et à une date non précisée. Les images ont été captées dans la réserve nationale du Masaï Mara au Kenya, durant un tournage de deux ans et demi.
L'histoire se déroule sur une terre faite de plaines sauvages séparées par un fleuve dont les crues et décrues auront une influence majeure sur l'intrigue. 
Au sud du cours d'eau vit "le clan du fleuve", composé de six lionnes, dont Layla est la plus âgée et la plus expérimentée, et leurs lionceaux parmi lesquels on trouve Mara, la fille de Layla, âgée de six mois. C'est Fang, le chef du clan et père des lionceaux, qui assure la protection du groupe. Il est reconnaissable à son croc droit cassé qui pend devant sa lèvre.
Au nord du fleuve, on découvre ensuite Sita, la femelle guépard qui vient de donner naissance à cinq petits, encore aveugles et complètement dépendants de leur mère au début de l'histoire. Les guépards étant des animaux solitaires, Sita doit laisser ses petits chaque fois qu'elle chasse.
Au milieu, le fleuve, peuplé de crocodiles et d'hippopotames, représente un danger extrême qui interdit son franchissement quand l'eau est trop haute et le courant trop violent. C'est ce qui protège la troupe de Fang de son plus grand ennemi, Kali, qui cherche à conquérir de nouveaux territoires - et de nouvelles femelles - avec l'aide de ses quatre fils dans la force de l'âge.
Les lionnes du clan du fleuve chassent un troupeau de zèbres. Malheureusement, Layla est blessée par un zèbre et ne parvient plus à se déplacer à la vitesse du groupe. La troupe de lions, qui doit suivre les troupeaux d'animaux en migration pour assurer sa survie, décide de continuer sans elle. Mara décide de rester auprès de sa mère. Seules, sans la protection du clan, elles sont plus vulnérables que jamais. Layla sait qu'elle doit trouver le courage de rejoindre ses sœurs pour que sa fille soit en sécurité. C'est ce qu'elle parvient lentement à faire.
Les petits de Sita grandissent paisiblement et commencent à se déplacer avec leur mère, découvrant ainsi la faune et les paysages qui les entourent. Lorsque la route de Kali et ses fils croise celle de Sita, la guéparde fait face aux lions pour les éloigner de ses petits. Mais dans la confusion, les guépardeaux se séparent et se perdent. Une fois le danger écarté, Sita passe une nuit entière à les chercher et à les appeler. Mais au petit matin, deux d'entre eux ont définitivement disparu, tués par des hyènes. Puis les guépardeaux grandissent lentement et découvrent au gré de leurs pérégrinations les dangers et avantages que représentent les animaux rencontrés, comme les autres guépards, les éléphants ou bien évidemment les hyènes.
Quand le niveau du fleuve a suffisamment baissé, Kali montre la voie à l'un de ses fils et ils le traversent à deux, engageant la conquête du territoire de Fang, qui sait qu'il n'a aucune chance. Incapable de riposter, le vieux lion fuit. Mais ses femelles, qui savent que le mâle conquérant veux tuer leurs petits pour créer sa propre descendance, se défendent et le repoussent temporairement. Layla, très affaiblie par ce combat, est retrouvée par Mara, qui a survécu. Comprenant qu'elle ne pourra plus protéger son lionceau bien longtemps, Layla se rapproche de sa sœur Malayka et lui confie Mara. Une fois celle-ci "adoptée", Layla se retire définitivement, quittant le groupe, blessée, pour aller attendre la mort sous un arbuste.
Les mois passent et les lionceaux du clan sont devenus de jeunes adultes quand Kali est rejoint au sud du fleuve par ses trois autres fils afin de passer de nouveau à l'attaque. Ce groupe de cinq lions mâles adultes puissants et solidaires est quasiment invincible dans la savane. Fang n'a à nouveau pas d'autre choix que fuir et abandonner son clan. Suivent de violents combats entre les lionnes et les envahisseurs. Mais Kali et ses fils prennent le pouvoir, et les jeunes sont bannis. Pas encore adulte, Mara se retrouve seule pour la première fois de sa vie, et est de ce fait en grand danger.
Au nord, joueurs comme des enfants, les guépardeaux sont désormais de jeunes adultes et terminent leur apprentissage en se confrontant sous forme de jeux à différents animaux : buffles, autruches, servals, chacals… et hyènes, dont ils gardent de mauvais souvenirs. Sita leur apprend également à traverser le fleuve pour suivre les troupeaux de gazelles et, dernier enseignement : à ne pas se confronter aux lions. Avec le sentiment du devoir accompli, Sita reprend sa vie solitaire lorsque ses fils savent chasser seuls.
De son côté, Mara doit apprendre seule et subit des déconvenues en tentant de chasser, notamment le phacochère ou encore le buffle. Pour elle, la nourriture est rare mais elle parvient à se nourrir au retour des grands troupeaux de gnous. Pendant ce temps, ses tantes ont donné naissance à la descendance de Kali, formant un nouveau clan. Devenue adulte, Mara les rejoint et est chaleureusement accueillie par les sœurs de sa mère. Elle fait de nouveau partie du clan.

## Fiche technique
- Titre original : African Cats
- Titre français : Félins
- Titre québécois : Félins d'Afrique
- Réalisation : Alastair Fothergill et Keith Scholey
- Producteurs : Alix Tidmarsh et Keith Scholey
- Musique : Nicholas Hooper
- Société de production : Forum Hungary
- Société de distribution : Disneynature
- Durée : 89 minutes
- Langue : anglais
- Revenus : 16 031 171 USD[2]
- Dates de sortie :
  - États-Unis : 22 avril 2011
  - France : 1er février 2012

## Distribution
- Samuel L. Jackson (VF : Pascal Elbé et VQ : Grégory Charles) : Narrateur